# 家有跳狗
《家有跳狗》（英語：My Dog Skip）是一部2000年電影。由Jay Russell導演。電影改編自威利·莫里斯的同名自傳。電影於2000年1月14日首映。
電影講述了9歲男孩威利·莫里斯的童年。他在密西西比的亞茹長大，父親曾參加過西班牙內戰，母親則是一位普通的家庭主婦。威利因身體弱小而曾在學校被人欺負，但有一天，一隻狗進入了他的生活，而一切都因此而變化。

## 劇情
威利·莫里斯回顧他1940年代時的童年生活，看他的童年是如何通過一條狗而變得多姿多彩。威利是一個獨子，他的爸爸有些孤傲，媽媽則很健談。威利唯一的朋友住在他家隔壁的丁克·簡金斯——當地的一位體育英雄。然而丁克即將被派往戰場，威利的媽媽於是決定給他買一條小狗史基（Skip）。史基很快就成了威利的朋友，它幫助威利被同齡人接納且成為了朋友。
丁克在一天深夜回到了自己家中。在戰場上逃跑的他已沉迷於酒精。威利邀請丁克去看他的第一場棒球賽。丁克雖口頭允諾但實際上沒去。威利在比賽中表現欠佳，史基希望能讓威利開心，威利卻大發脾氣打了史基一下。史基也失踪了。
威利到處尋找史基，終於在走私酒販處找到了史基。酒販用一把鐵鍬打了史基，威利試圖阻止。聞訊而來的丁克趕走了酒販。當晚，史基被送到了獸醫處，威利徹夜難眠。然而史基奇蹟般的醒了過來。多年後，威利前往牛津大學留學，而史基仍然威利的家人住在一起，直到它去世為止。

## 反響
電影上映三天內票房收入達700萬美元。最終全球票房達35,512,760美元，收回了其700萬美元的製作費用。
這部影片也是華納兄弟自1996年空中大灌籃以來最成功的一部家庭片。
影片還在2000年最賺錢的電影中排名第四。其錄影帶在發行之後5個月內都排在銷量前10位。
家有跳狗獲得了2000年廣播影評人協會獎最佳家庭電影獎。
作者威利·莫利斯曾看過這部影片的初版，並對其大加讚賞。然而莫利斯卻在影片製作好之前突然離世，影片也因此頗具紀念莫利斯的意味。

## 外部連結
- Official website（页面存档备份，存于）
- 互联网电影数据库（IMDb）上《My Dog Skip》的资料（英文）
- Plot synopsis and gallery（页面存档备份，存于） from Random House web site